# Junior Durkin
Trent „Junior“ Durkin (* 2. Juli 1915 in New York City als Trent Bernard Durkin; † 4. Mai 1935 in Buckman Springs, San Diego County, Kalifornien) war ein US-amerikanischer Schauspieler, dessen vielversprechende Karriere durch einen tödlichen Autounfall beendet wurde.

## Leben und Karriere
Trent Durkin kam durch seine Mutter, die Theaterschauspielerin Florence Edwards, schon vor seinem dritten Geburtstag zum Theater. Er machte sich durch Auftritte in Musicals und Dramen einen Namen, am Broadway spielte er in vier Stücken zwischen 1923 und 1933. Als Filmdarsteller wurde Durkin durch seine Darstellung des Huckleberry Finn in den Mark-Twain-Verfilmungen Tom Sawyer (1930) und Huckleberry Finn (1931) an der Seite von Jackie Coogan, der die Rolle des Tom Sawyer übernahm, bekannt. Durkin galt im Hollywood der 1930er-Jahre als talentierter Jungschauspieler, der oft sensible oder von Problemen geplagte Jugendliche spielte. Eine eindringliche Darstellung gab er in der Hauptrolle des B-Movies Hell’s House neben Bette Davis, in dem er als unbescholtener Jugendlicher in eine brutale Jugendanstaltsschule geschickt wird. Bei seinem letzten Film Chasing Yesterday wurde er nicht mehr als Junior im Vorspann angekündigt, sondern wieder unter seinem Geburtsnamen Trent, womit man seinen Sprung zu Erwachsenenrollen betonen wollte.
Am 4. Mai 1935 verunglückte der 19-jährige Schauspieler tödlich bei einem Autounfall im San Diego County. Neben Durkin starben dabei auch der Schauspieler Jackie Coogan senior, der Ranch-Vorarbeiter Charles Jones und der Filmproduzent Robert J. Horner – nur sein Freund, Jackie Coogan junior, überlebte als einziger der fünf Fahrzeuginsassen mit leichten Verletzungen. Ihr Wagen war durch ein entgegenkommendes Auto dazu gezwungen worden, von der Straße abzuweichen, stürzte einen Abhang herunter und überschlug sich vielfach. Durkin zog sich dabei einen Schädelbruch zu. Zum Zeitpunkt seines Todes teilte er sich mit seinem Agenten Henry Willson eine Wohnung, angeblich waren sie in einer Beziehung. Er wurde im Forest Lawn Memorial Park in Glendale beigesetzt.

## Filmografie
- 1930: Recaptured Love
- 1930: The Santa Fe Trail
- 1930: Tom Sawyer
- 1931: Huckleberry Finn
- 1932: Hell’s House
- 1933: Man Hunt
- 1934: Big Hearted Herbert
- 1934: Ready for Love
- 1934: Little Men
- 1935: Chasing Yesterday